# Myiodynastes
Myiodynastes is een geslacht van zangvogels uit de familie tirannen (Tyrannidae).

## Soorten
Het geslacht kent de volgende soorten:
- Myiodynastes bairdii – Bairds tiran
- Myiodynastes chrysocephalus – Goudkruintiran
- Myiodynastes hemichrysus – Goudbuiktiran
- Myiodynastes luteiventris – Witvoorhoofdtiran
- Myiodynastes maculatus – Gestreepte tiran